# Michael Gospodarek
Michael Gospodarek (ur. 30 listopada 1991 w Salzburgu) – polski koszykarz, występujący na pozycji rozgrywającego, obecnie zawodnik Pszczółki Startu Lublin.
27 maja 2017 został zawodnikiem Startu Lublin. 23 lipca 2020 przedłużył umowę z klubem.
Jego postać znajduje się w grze NBA 2K16.

## Osiągnięcia
Stan na 23 lipca 2020, na podstawie, o ile nie zaznaczono inaczej.
Drużynowe
- Wicemistrz Polski (2015, 2020)
- Zdobywca Superpucharu Polski (2014)
- Uczestnik rozgrywek pucharu FIBA Europe (2015/16)